# A5301T
A5301T（えーごーさんぜろいちてぃー）は、東芝によって開発された、auブランドを展開するKDDI、および沖縄セルラー電話の第三世代携帯電話 (CDMA 1X) 端末製品である。

## 特徴
ムービーメールに対応したほか、au端末としては最初にして最後のフルサイズSDカード対応端末である。

## 沿革
- 2002年8月26日 KDDIおよび東芝より公式発表。
- 2002年9月20日 発売開始。
- 2002年10月 ソリッドネイビー発売。

## 機能
- EZムービー